# Port lotniczy Aviador Carlos Campos
Port lotniczy Aviador Carlos Campos (IATA: CPC, ICAO: SAZY) – port lotniczy położony w San Martín de los Andes, w prowincji Neuquén, w Argentynie.

## Linie lotnicze i połączenia
- Aerolíneas Argentinas (Buenos Aires-Jorge Newbery, Córdoba)